# BodyPump
BodyPump (от англ. Body - тело и англ. Pumping - накачивание) — методика групповых ритмичных силовых тренировок, разработанная и популяризируемая новозеландской группой тренеров «Les Mills International», ориентированная на быстрое сжигание жира и, как следствие, похудение.

## История создания
Методика «BodyPump» была разработана новозеландским легкоатлетом Филиппом Миллзом и его женой Джеки Миллз. Первые занятия прошли в Окленде в декабре 1991 года. Основной идеей было привлечение мужчин к занятию фитнесом, а женщин, в свою очередь, к занятию силовыми тренировками. В 1997 году франшиза вышла на мировой рынок, и начались первые занятия в Лондоне.

## Особенности занятий
Программа «BodyPump», вплоть до музыкальных треков, является неизменной независимо от страны, в которой проходят занятия. Право на проведение тренировок по программе «BodyPump» в 2017 году имели 56 800 инструкторов в 16 800  сертифицированных залов, более чем в 100 странах мира. Каждую неделю 5,5 млн человек по всему миру занимаются по данной методике. Во время занятий звучит 10 специально отобранных музыкальных треков. Возможны также платные дистанционные занятия. Иногда владельцы франшизы проводят массовые групповые мастер-классы, которые собирают тысячи участников.

## Структура
Занятие по методике «BodyPump» длится 59 минут и состоит из 8 частей. Каждая часть направлена на работу с определенной группой мышц и сопровождается своим музыкальным треком. Тренировка начинается и заканчивается разминкой, также со своим музыкальным треком. Рекомендованный перерыв между занятиями от 24 до 48 часов.

## Оборудование
Во время занятий используются гантели, степ-платформа и специальная мини-штанга. Необходимый для занятия вес от 2 до 20 кг выбирают сами тренирующиеся. В 2011 году был разработан и запатентован тип штанги— «SmartBar», специально для занятий «BodyPump», наряду с этим чуть позже были запатентованы SmartDisk и SmartStep. В отличие от обычных штанг, которые после выставления дисков приходится закрывать держателями, у SmartBar конструкция очень проста — спортсмену просто необходимо поставить два и более SmartDisk начиная от одного килограмма и заканчивая 7,5 килограммами вовнутрь штанги и после автоматического защёлкивания обоих концов можно приступить к тренировке. В ряде фитнес-клубов комфорт-класса используются для занятий BodyPump SmartStep — специальные степ-платформы с круглыми подставками красного цвета. Обычно для занятий BodyPump спортсмены выставляют 4 круга — по 2 круга на каждую сторону, во время выпадов, используется только SmartStep без подставок. При работе на обычных стандартных квадратных степ-платформах, спортсмены ставят подставки на второй уровень, при выпадах, спортсмены ставят подставки на первый уровень.

## Показания и противопоказания к занятиям
Как обычно, новички, допускаются до занятий ограниченно, т.е с первых четырех треков, со следующих занятий новички увеличивают занятия на один трек больше с каждой новой тренировкой, так до полной часовой тренировки. Лица, страдающие различными заболеваниями, а также имеющие сильно избыточный вес до занятий BodyPump вообще не допускаются. Участники допускаются до занятий только после трёхмесячных занятий в фитнес-клубах, после персональных тренировок с персональными инструкторами со штангами, а также лица, когда их вес снижается ниже 110 килограммов, кроме того для имеющих заболевания нужно назначение врача с выставлением рекомендованного им веса на штанге, обычно таким людям рекомендован вес на штанге от 2 до 6 килограммов и ни килограммом больше.

## Выражения в BodyPump
В программе LesMills BodyPump существуют ряд выражений:
- Клинен-энд-пресс — в наклоне подтяжка штанги вверх.
- Лоу-пул — подъём штанги вверх без рывка.
- Майк-рейз — один диск уходит назад, второй диск уходит вперёд.
- Сайд-рейз — два диска уходят в стороны на согнутых руках.
- Схват-пресс — диск уходит вверх.
- Схват-сет — диск уходит вниз.
- Т-рейз - два диска уходят в стороны на прямых руках.
- Уай-рейз - два диска уходят в диагональ при согнутом корпусе.
- Фронт-рейз — два диска уходят вперёд.
- Хай-пул — подъём штанги вверх рывком.

## Трагические инциденты
В феврале 2015 года в зале основателей системы случился летальный исход. Во время тренировки погиб 28-летний член клуба. Сообщалось также о других случаях, когда посетителям становилось плохо во время занятий.